# Памятник пробившим дорогу на Иерусалим
Памятник пробившим дорогу на Иерусалим находится на холме Машав (662 м над уровнем моря), напротив посёлка Шоэва и над перекрёстком Шореш, в восточной части Парка имени Ицхака Рабина, в 17 км от Иерусалима, недалеко от Шоссе 1. На этом холме перед Войной за независимость находилась маленькая арабская деревня Хирбат а-Занкула. С вершины холма открывается вид на Иудейскую и Прибрежную равнины.

## Строительство
В 1951 году комиссия по увековечению памяти солдат при министерстве обороны приняла решение воздвигнуть в Шаар ха-Гай памятник бойцам, пробившим дорогу в Иерусалим. По согласованию с центральной комиссией по конкурсам при объединении инженеров и архитекторов Израиля она объявила тендер. В августе 1953 года победило предложение скульптора Михаэля Кары. Это был проект скульптуры высотой 12 метров, вырубленной в скале на расстоянии порядка 30 м от дороги и изображающей фигуру солдата в пылу боя, держащего в одной руке гранату, а другой поддерживающего раненого товарища, упавшего на колени рядом с ним. Проект должен был быть реализован, но из-за сопротивления религиозных кругов его отменили; вместо него было решено воздвигнуть абстрактную скульптуру. Летом 1961 года был опубликован новый тендер, и в 1962 году судейская коллегия (в которую входили несколько архитекторов, скульптор и представители министерств обороны и финансов) выбрала предложение иерусалимского скульптора Номи Хенрик. За победу в конкурсе Хенрик получила 1500 израильских лир, а строительство памятника стоило 150 000 израильских лир.
15 марта 1967 года прошла торжественная церемония открытия скульптуры, на которой присутствовало более 2,5 тысяч человек, среди них глава правительства и министр обороны Леви Эшколь, участники операции «Нахшон», ветераны бригады «Харель» Пальмаха во главе с начальником генерального штаба Ицхаком Рабиным и командиром центрального округа Узи Наркисом, а также члены семей погибших бойцов. В том же году этот памятник был изображён на почтовой марке в честь дня памяти павших в войнах Израиля.

## Описание и символический смысл памятника
Памятник как будто взмывает с вершины холма в сторону Иерусалима. На бетонном основании под углом расположены трубы из нержавеющей стали размером до 12 м, а под ними находятся вертикальные трубы. В соответствии с объяснением скульптора Номи Хенрик, «монумент в абстрактной форме выражает идею прорыва в Иерусалим. Он показывает резкое движение прорыва над преградой в сторону Иерусалима». У подножия памятника находится обработанный кусок известковой скалы с надписью:

«Памятник бойцам, пробившим дорогу в Иерусалим, и его защитникам. Война за становление государства, 1948». Выше находится фраза из Танаха: «Ради Циона молчать не буду и ради Йерушалаима не успокоюсь».  
Оригинальный текст (иврит)"יד לפורצי הדרך לירושלים ולמגיניה. מלחמת הקוממיות תש"ח", ומעליה הפסוק: "למען ציון לא אחשה ולמען ירושלם לא אשקוט"
— Танах, Книга пророка Исаии, глава 62, стих 1

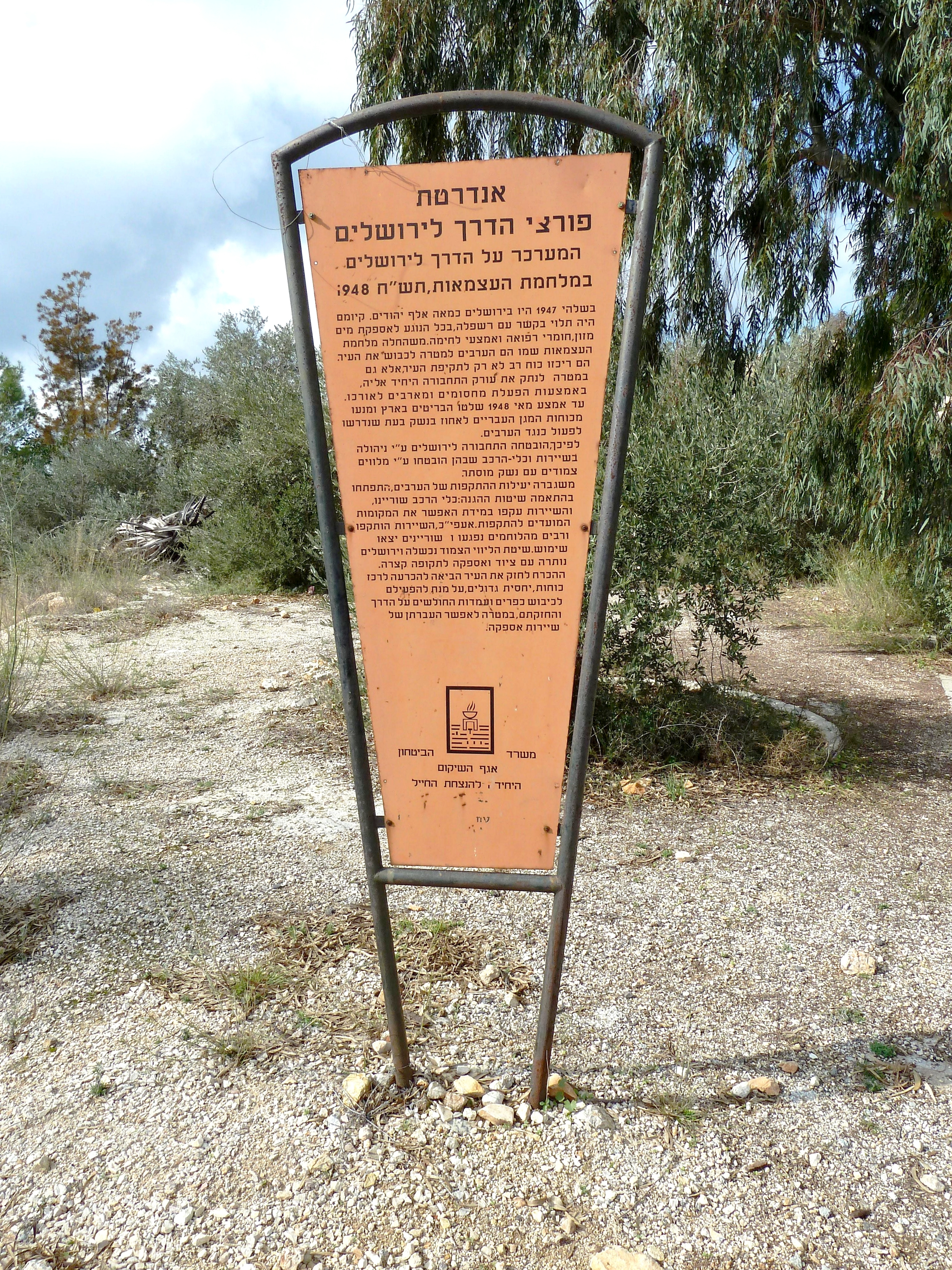
Вывеска, описывающая исторические события, связанные с памятником
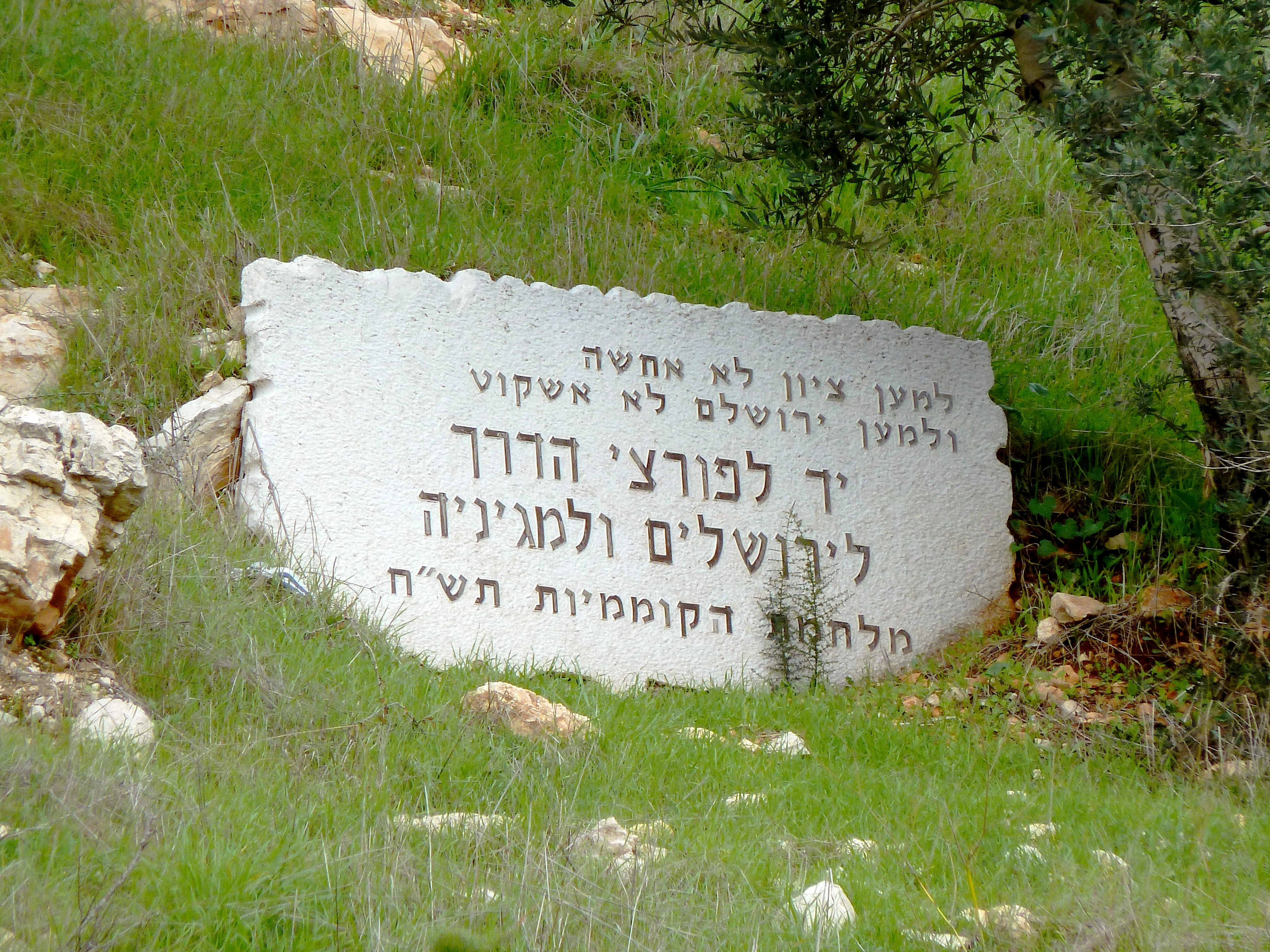
Надпись на известняке у подножия монумента
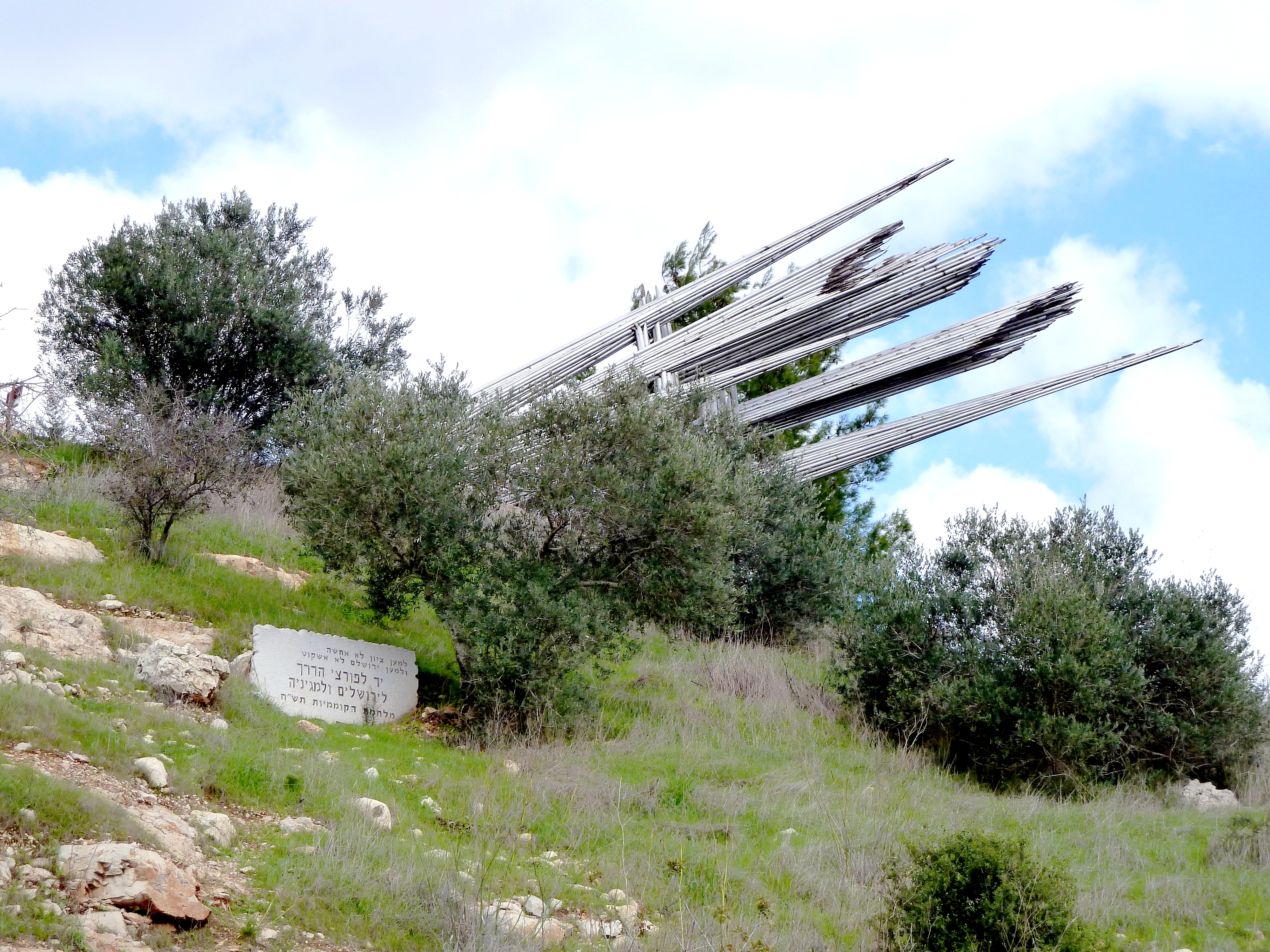
Вершина холма Машав с памятником